# Monopsis variifolia
Monopsis variifolia là loài thực vật có hoa trong họ Hoa chuông. Loài này được (Sims) Urb. mô tả khoa học đầu tiên năm 1881.